# Химна Швајцарске
Швајцарски псалм је национална химна Швајцарске.

## Текст
С обзиром да Швајцарска име четири службена језика, текст првобитне њемачке пјесме је преведен на остала три службена језик: француски, италијански и романш.